# Vlastní třída
Vlastní třída je taková kolekce objektů, která je příliš velká, než aby mohla být množinou. Paradoxy naivní teorie množin ukázaly, že vede ke sporu předpokládat, že existuje množina všech množin, množina všech ordinálních čísel, množina všech grup apod. Tyto kolekce jsou příliš velké, než aby bylo možno s nimi pracovat jako s množinami. 
V reakci na takto vzniklou krizi byly vytvořeny konzistentní prostředky, jak zacházet s množinami a jak s vlastními třídami. Nejpoužívanější z těchto systémů je Zermelova–Fraenkelova teorie množin.
Kolekce objektů neboli třídy se tedy dělí na vlastní třídy a množiny.

## Pojem třídy
Třída je metajazykový konstrukt používaný v moderní teorii množin k usnadnění komunikace. Pod pojmem třída se rozumí „soubor množin definovaných vlastností“, kde pro každou množinu lze rozhodnout, zda do dané třídy patří nebo nikoliv.
Tato „definice“ se (nikoliv náhodou) podobá původní intuitivní Cantorově definici množiny – s tím drobným rozdílem, že prvkem třídy může být výhradně množina. Vlastní třída (proper class) je taková třída, která není množina (a nemůže tedy být prvkem jiné třídy).

## Proč existují vlastní třídy
Důvodem pro zavedení konstruktu třídy a jeho přísné oddělení od pojmu množiny, byla krize teorie množin na přelomu 19. a 20. století, kdy úvahy o „příliš velkých“ množinách (například množině všech množin) vedly ke sporům v teorii množin (tyto výsledky jsou samostatně uvedeny v článcích Russellův paradox, Cantorův paradox, Burali-Fortiho paradox). Svět teorie množin se tak rozpadl na „rozumně se chovající“ a „rozumně veliké“ objekty – množiny, ke kterým si mohu dovolit téměř cokoliv, a na „mamutí“ vlastní třídy, o kterých se sice hezky povídá, ale nejsou skutečnými objekty světa teorie množin a musím s nimi zacházet s největší opatrností.
Z pohledu dnešní axiomatické teorie množin není na výše uvedených paradoxech nic paradoxního – jsou to pouze důkazy o tom, že nějaká třída nemůže být množina, a že je to tedy vlastní třída:
- V případě Cantorova paradoxu nemůže být množinou univerzální třída {\displaystyle \mathbb {V} \,\!} obsahující všechny množiny.
- V případě Russellova paradoxu nemůže být množinou třída {\displaystyle \mathbb {V} _{r}=\{x:(x\notin x)\}\,\!} obsahující všechny množiny, které neobsahují sebe sama jako prvek.
- V případě Burali-Fortiho paradoxu nemůže být množinou třída {\displaystyle \mathbb {O} n\,\!} všech ordinálních čísel.